# Prelucele, Cluj
Prelucele este un sat în comuna Negreni din județul Cluj, Transilvania, România.